# Ardisia petila
Ardisia petila är en viveväxtart som beskrevs av Benjamin Clemens Masterman Stone. Ardisia petila ingår i släktet Ardisia och familjen viveväxter. Inga underarter finns listade i Catalogue of Life.